# Bethesda (leprozerie)

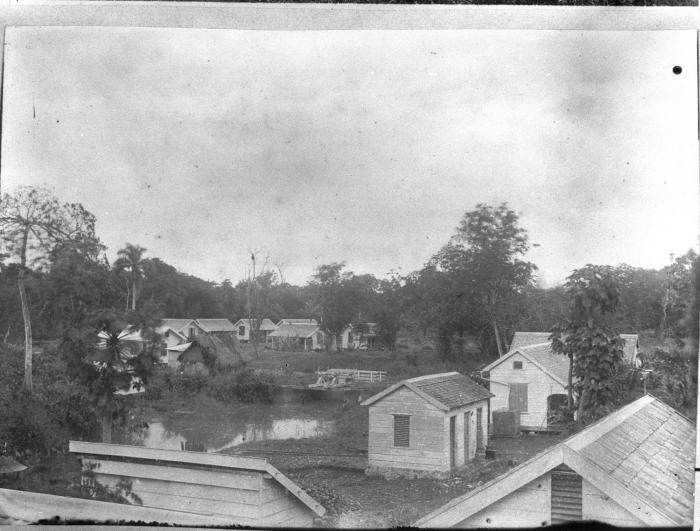
Terrein met gebouwen, circa 1900

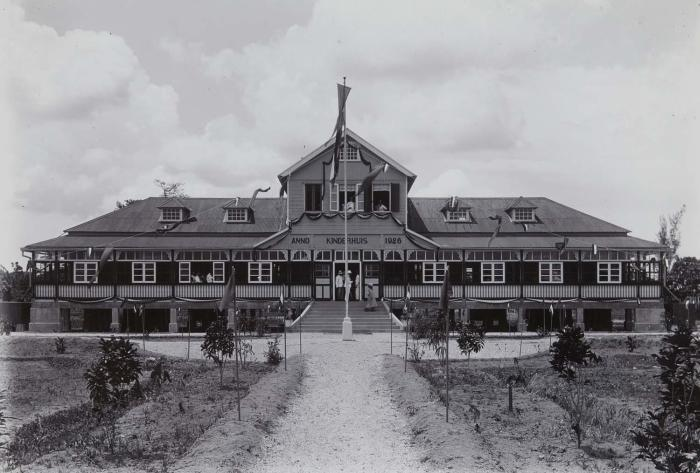
Het kinderhuis op Bethesda, 1926

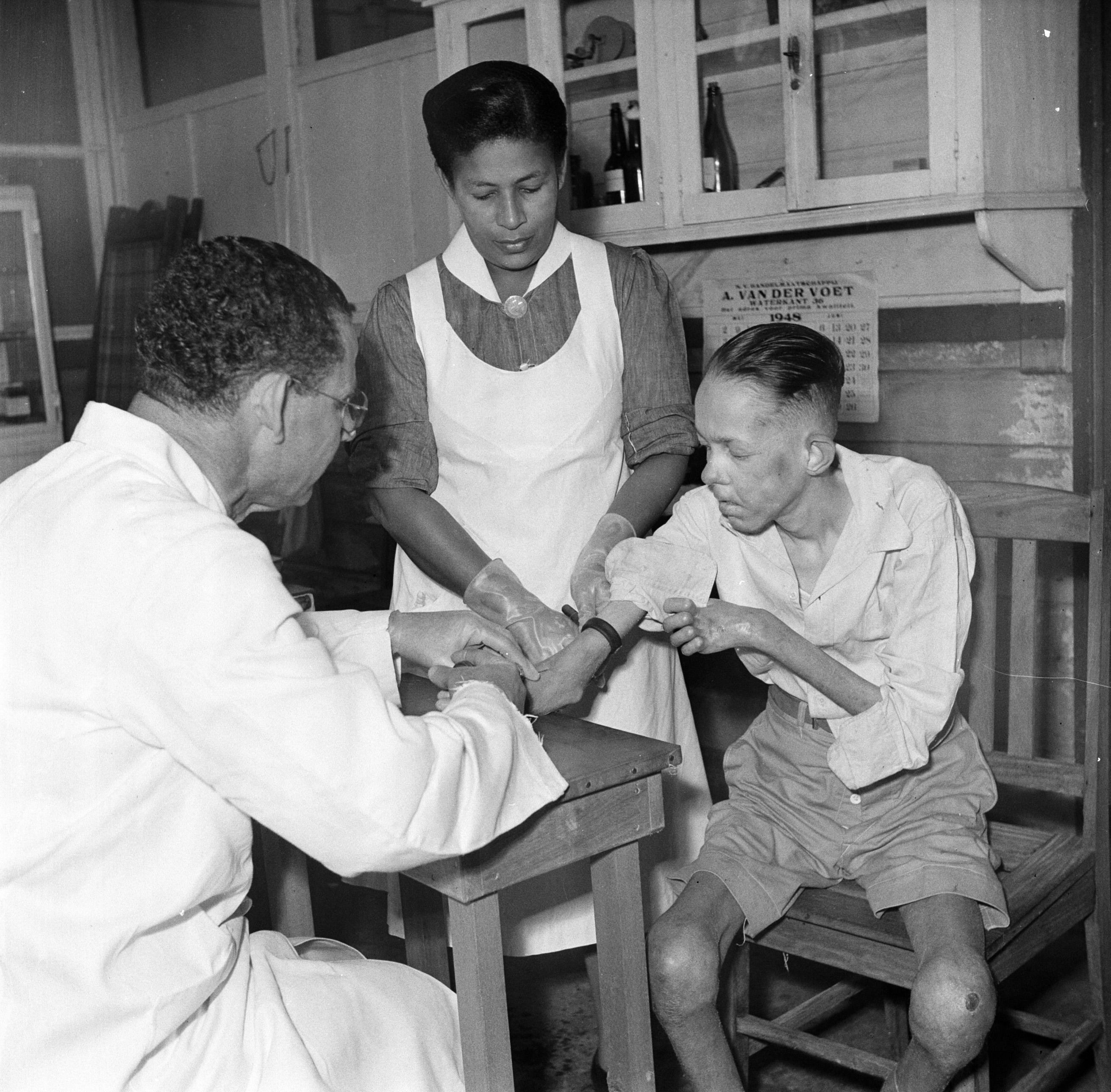
Een patient wordt onderzocht, 1947

Bethesda was een protestantse leprozerie aan de Surinamerivier in Suriname in de periode 1899-1933. De patiëntenzorg en het bekeringswerk waren in handen van Duitse diaconessen. In 1933 werd de leprozerie verplaatst naar de verlaten suikerplantage Livorno (dichter bij Paramaribo) waar het als Nieuw Bethesda nog functioneerde tot 1964. De leiding werd na de Tweede Wereldoorlog overgenomen door Nederlanders en vervolgens door Surinamers.

## Algemeen beleid
Een effectief geneesmiddel dat de vordering van lepra of melaatsheid een halt kon toeroepen was in Suriname vóór de Tweede Wereldoorlog niet of nauwelijks voorhanden. Bethesda kende net als andere leprozerieën in haar tijd een strikte scheiding tussen personeelsdeel en patiëntendeel. Het beleid werd gekenmerkt door religie, disciplinering en europeanisering van de patiënten. Voor de kinderen was er onderwijs en ouderen konden meehelpen met het dagelijkse werk.
De Duitse zusters spraken aanvankelijk geen Nederlands of Sranan, dus er was wel een taalbarrière. Een van de eerste diaconessen op Bethesda was Maria Stern (1881-1959). Pas in 1938 kregen de (vier) Europese zusters assistentie van twee Surinaamse zusters.

## Patiëntenverloop
Bethesda nam niet graag patiënten op van andere leprozerieën in Suriname. Desalniettemin waren er in 1935 6 hindoe en 3 katholieke patiënten op Bethesda, mogelijk onder de voorwaarde van bekering tot het protestantisme. Het aantal patiënten in (Nieuw) Bethesda nam toe tot 189, in 'topjaar' 1949. Daarna nam het af.
Na de oorlog werd de 'opsluiting' minder rigide, het moralistisch beleid minder streng. In 1952 werd voor het eerst een huwelijk toegestaan. In 1964 werden de laatste 4 overgebleven patiënten overgebracht naar de staatsleprozerie Groot Chatillon.

## Financiering
Het geld dat nodig was voor de leprazorg in Bethesda kwam -net als bij katholieke leprozerie Gerardus Majella- uit subsidies en donaties van particuliere organisaties in binnen- en buitenland. Bethesda ontving geld uit opbrengsten van de zendingsfirma C. Kersten & Co (Moravian Church Foundation). Daarnaast kwamen er donaties uit de VS (met name in het interbellum), Duitsland en Nederland (waaronder van het koninklijk huis). Koningin Juliana was de patrones van Bethesda.
De stichting Bethesda, in 1902 in Amsterdam opgericht, heeft tot 1964 jaarlijks geld gedoneerd aan deze leprozerie. Een legaat van de Surinaamse medicus Alexis Lionarons (1878-1951) financiert de (protestante) leprazorg in Suriname nog tot de dag van vandaag.